# Ecnomus wulaina
Ecnomus wulaina är en nattsländeart som beskrevs av Li-Peng Hsu och Chin-Seng Chen 1996. Ecnomus wulaina ingår i släktet Ecnomus och familjen trattnattsländor. Inga underarter finns listade i Catalogue of Life.